# تیراندازی در المپیک تابستانی ۱۹۰۰
تیراندازی در بازی‌های المپیک تابستانی ۱۹۰۰ نام رویداد ورزش تیراندازی در بازی‌های المپیک تابستانی بود که در سال ۱۹۰۰ برگزار شد. این مسابقات از ۹ بخش تشکیل شده بود که از ۳ تا ۵ اوت برگزار شد.

## کشورهای شرکت کننده
در این مسابقات ۷۵ ورزشکار از ۹ کشور به رقابت با یک دیگر پرداختند.
- بلژیک (۱۰)
- دانمارک (۵)
- فرانسه (۳۷)
- آلمان (۱)
- بریتانیای کبیر (۱)
- هلند (۷)
- نروژ (۵)
- رومانی (۱)
- سوئیس (۸)

## جدول مدال‌ها
| رتبه | کشور          | طلا | نقره | برنز | مجموع |
| ۱    | سوئیس (SUI)   | ۵   | ۱    | ۱    | ۷     |
| ۲    | فرانسه (FRA)  | ۳   | ۴    | ۳    | ۱۰    |
| ۳    | دانمارک (DEN) | ۱   | ۳    | ۰    | ۴     |
| ۴    | نروژ (NOR)    | ۰   | ۲    | ۲    | ۴     |
| ۵    | بلژیک (BEL)   | ۰   | ۰    | ۲    | ۲     |
| ۶    | هلند (NED)    | ۰   | ۰    | ۱    | ۱     |